# رئيس السن
رئيس السن: هو منصب فخري في نظام الحكم البرلماني؛ حيث يتسلم هذا المنصب أكبر الأعضاء سنًا في مجلس النواب (البرلمان)، ويشغل بطبيعة الحال رئاسة مجلس النواب مؤقتًا؛ لحين انتخاب رئيس جديد. دور رئيس السن شكلي، وفخري، ولا تتعدى مهامه إدارة الجلسة الأولى في البرلمان أثناء شغور منصب رئيس المجلس، بما في ذلك الدعوة لانتخاب رئيس جديد لمجلس النواب، بالإضافة إلى الإشراف على عملية الانتخاب. ينتهي دور رئيس السن بمجرد انتخاب رئيس للمجلس، ويُكمل بعد ذلك مهامه كعضو في مجلس النواب.

## في الدول العربية

شغل ميشال المر منصب رئيس السن في البرلمان اللبناني في جلسة انتخاب رئيس مجلس النواب بصفته أكبر النواب سنًا (86 عامًا)

يشيع هذا المنصب في كل من لبنان، والعراق، والكويت. في لبنان شغل ميشال المر هذا المنصب في مايو 2018، وفي العراق شغل المنصب محمد علي زيني في مايو 2018، وفي الكويت شغل المنصب حمد الهرشاني في عام 2016.

## رؤساء سن سابقون
- ضاري الفياض  العراق.
- مهدي الحافظ  العراق.
- فؤاد معصوم  العراق.
- عدنان الباجه جي  العراق.
- إدمون نعيم  لبنان.
- نجيب عسيران  لبنان.